# محمد علي أبو لحوم
محمد علي أبو لحوم أو الشيخ محمد علي أبو لحوم، هو من مشائخ بكيل، مؤسس ورئيس حزب العدالة والبناء. أسس أبو لحوم الحزب الجمهوري في عام 1991. وانتخب عضوًا لمجلس الشورى في عام 1988. وكان عضو لمجلس النواب في عام 1993.
غادر أبو لحوم اليمن في عام 1994 لأسباب سياسية، وعاد إلى صنعاء في عام 2004 حيث التحق بالمؤتمر الشعبي العام، وكان رئيس لجنة الشؤون الخارجية. كان عضوًا في اللجنة العامة وهي القيادة الرئيسية للمؤتمر الشعبي العام حتى سنة 2007 عندما نشب الخلاف بينه والمؤتمر الشعبي العام، قام أبو لحوم بتجميد عضويته.
وعندما بدأت ثورة التغيير في عام 2011 قدم أبو لحوم ومجموعة من الأعضاء استقالتهما من حزب المؤتمر الشعبي العام وقاموا بتأسيس حزب العدالة والبناء الذي يرأسه أبو لحوم.
لزم أبو لحوم الحياد ولم ينخرط في حكومة الإنقاذ التابعة لأنصار الله الحوثيين أو مع التحالف العربي بقيادة السعودية والداعم لشرعية الرئيس هادي. 
قدّم أبو لحوم مبادرات مستقلة للحل السياسي خلال جلسة نقاش أقيمت في معهد الشرق الأوسط بالعاصمة الأمريكية واشنطن.